# Emil Pálsson
Emil Pálsson (Aarhus, 10 giugno 1993) è un ex calciatore islandese, di ruolo centrocampista.

## Carriera

### Club
Pálsson ha cominciato la carriera con la maglia del BÍ/Bolungarvík, compagine all'epoca militante nella 3. deild karla, quarto livello del campionato islandese. Ha esordito in campionato il 7 giugno 2008, subentrando a Sigurjón Ragnar Rögnvaldsson nella sconfitta per 2-1 subita sul campo dell'Hamrarnir/Vinir. Al termine di quella stessa annata, la squadra è stata promossa in 2. deild karla. Pálsson è rimasto in squadra fino al termine della stagione 2010.
Nel 2011, Pálsson è stato ingaggiato dallo FH Hafnarfjörður. Il 16 aprile dello stesso anno si è accomodato in panchina in occasione della Supercoppa d'Islanda, vinta dalla sua squadra. Il 6 luglio 2011 ha debuttato in Úrvalsdeild, quando ha sostituito Hólmar Örn Rúnarsson nella vittoria per 7-2 sul Grindavík. Il 3 agosto successivo ha trovato la prima rete, sancendo il successo per 0-1 sul campo del Breiðablik.
Il 5 luglio 2012 ha avuto l'opportunità di debuttare nelle competizioni europee per club: è stato impiegato da titolare nella vittoria interna per 2-1 sull'Eschen/Mauren, sfida valida per il primo turno di qualificazione all'Europa League. Al termine della stagione, lo FH Hafnarfjörður ha vinto il campionato, per poi aggiudicarsi anche la Supercoppa d'Islanda 2013.
In vista della stagione 2015, Pálsson è stato ceduto al Fjölnir con la formula del prestito. Ha esordito con questa casacca il 3 maggio, schierato titolare nella vittoria per 1-0 sull'ÍBV Vestmannæyja. Il 25 maggio è arrivata la prima rete, nel pareggio per 3-3 arrivato in casa del Valur.
Tornato allo FH Hafnarfjörður nel mese di giugno, per fine prestito, ha contribuito alle vittorie di altri due campionati (2015 e 2016).
Dopo essersi allenato per qualche giorno con i norvegesi del Sandefjord, militanti in Eliteserien, in data 11 novembre 2017 ha firmato ufficialmente un contratto biennale con il club, valido a partire dal 1º gennaio 2018. Ha scelto la maglia numero 7.
Il 2 gennaio 2020 è stato reso noto il suo prolungamento del contratto con il Sandefjord, fino al 31 dicembre dello stesso anno. Il 1º gennaio 2021, il Sandefjord ha manifestato la volontà di non rinnovare il contratto di Pálsson, che è pertanto rimasto svincolato.
Libero da vincoli contrattuali, in data 18 gennaio 2021 ha firmato un accordo triennale con il Sarpsborg 08.
Il 20 agosto 2021 è passato al Sogndal con la formula del prestito. Il 1º novembre successivo, durante una partita tra Sogndal e Stjørdals-Blink, ha subito un arresto cardiaco: la partita è stata sospesa e Pálsson è stato soccorso e stabilizzato, per essere poi trasportato all'ospedale di Haukeland. Gli è poi stato impiantato un defibrillatore.
Una volta ripresosi, ha ricominciato ad allenarsi. A maggio 2022, proprio durante una sessione di allenamento, ha subito un altro arresto cardiaco. A seguito di questo, in data 22 agosto 2022 ha annunciato il proprio ritiro dall'attività agonistica.

### Nazionale
A livello giovanile, Pálsson ha rappresentato l'Islanda under 17, Under-19 e Under-21. Per quanto concerne quest'ultima selezione, ha esordito in data 6 febbraio 2013, schierato titolare nella sconfitta per 3-0 patita contro il Galles.
Il 16 gennaio 2016 ha giocato invece la prima partita in Nazionale maggiore, venendo schierato titolare nella sconfitta in amichevole contro gli Emirati Arabi Uniti, terminata col punteggio di 2-1.

## Statistiche

### Presenze e reti nei club
Statistiche aggiornate al 5 giugno 2022.
| Stagione                | Club                    | Campionato              | Campionato | Campionato | Coppe nazionali | Coppe nazionali | Coppe nazionali | Coppe continentali | Coppe continentali | Coppe continentali | Supercoppe | Supercoppe | Supercoppe | Totale | Totale |
| Stagione                | Club                    | Comp                    | Pres       | Reti       | Comp            | Pres            | Reti            | Comp               | Pres               | Reti               | Comp       | Pres       | Reti       | Pres   | Reti   |
| ----------------------- | ----------------------- | ----------------------- | ---------- | ---------- | --------------- | --------------- | --------------- | ------------------ | ------------------ | ------------------ | ---------- | ---------- | ---------- | ------ | ------ |
| 2008                    | BÍ/Bolungarvík          | 3D                      | 12         | 1          | CI              | ?               | ?               | -                  | -                  | -                  | -          | -          | -          | 12+    | 1+     |
| 2009                    | BÍ/Bolungarvík          | 2D                      | 15         | 1          | CI              | ?               | ?               | -                  | -                  | -                  | -          | -          | -          | 15+    | 1+     |
| 2010                    | BÍ/Bolungarvík          | 2D                      | 18         | 3          | CI              | 1               | 0               | -                  | -                  | -                  | -          | -          | -          | 19     | 3      |
| Totale BÍ/Bolungarvík   | Totale BÍ/Bolungarvík   | Totale BÍ/Bolungarvík   | 45         | 5          |                 | 1+              | 0+              |                    | -                  | -                  |            | -          | -          | 46+    | 5+     |
| 2011                    | FH Hafnarfjörður        | UD                      | 10         | 2          | CI              | 0               | 0               | UEL                | 0                  | 0                  | SI         | 0          | 0          | 10     | 2      |
| 2012                    | FH Hafnarfjörður        | UD                      | 16         | 2          | CI              | 0               | 0               | UEL                | 4                  | 0                  | SI         | 1          | 0          | 21     | 2      |
| 2013                    | FH Hafnarfjörður        | UD                      | 18         | 1          | CI              | 1               | 0               | UCL+UEL            | 4+2                | 0                  | SI         | 1          | 0          | 26     | 1      |
| 2014                    | FH Hafnarfjörður        | UD                      | 21         | 2          | CI              | 1               | 0               | UEL                | 6                  | 0                  | -          | -          | -          | 28     | 2      |
| mar.-giu. 2015          | Fjölnir                 | UD                      | 9          | 1          | CI              | 1               | 0               | -                  | -                  | -                  | -          | -          | -          | 10     | 1      |
| giu.-dic. 2015          | FH Hafnarfjörður        | UD                      | 12         | 6          | CI              | 1               | 0               | UEL                | 4                  | 0                  | -          | -          | -          | 17     | 6      |
| 2016                    | FH Hafnarfjörður        | UD                      | 20         | 5          | CI              | 4               | 3               | UCL                | 2                  | 0                  | SI         | 1          | 0          | 27     | 8      |
| 2017                    | FH Hafnarfjörður        | UD                      | 17         | 1          | CI              | 5               | 2               | UCL+UEL            | 4+2                | 1+0                | SI         | 1          | 0          | 27     | 8      |
| Totale FH Hafnarfjörður | Totale FH Hafnarfjörður | Totale FH Hafnarfjörður | 114        | 19         |                 | 12              | 5               |                    | 8+18               | 1+0                |            | 4          | 0          | 156    | 25     |
| 2018                    | Sandefjord              | ES                      | 18         | 0          | CN              | 1               | 0               | -                  | -                  | -                  | -          | -          | -          | 19     | 0      |
| 2019                    | Sandefjord              | 1D                      | 7          | 0          | CN              | 0               | 0               | -                  | -                  | -                  | -          | -          | -          | 7      | 0      |
| 2020                    | Sandefjord              | ES                      | 24         | 0          | -               | -               | -               | -                  | -                  | -                  | -          | -          | -          | 24     | 0      |
| Totale Sandefjord       | Totale Sandefjord       | Totale Sandefjord       | 49         | 0          |                 | 1               | 0               |                    | -                  | -                  |            | -          | -          | 50     | 0      |
| gen.-ago. 2021          | Sarpsborg 08            | ES                      | 12         | 0          | CN              | 1               | 0               | -                  | -                  | -                  | -          | -          | -          | 13     | 0      |
| ago.-dic. 2021          | Sogndal                 | 1D                      | 11         | 0          | CN              | 0               | 0               | -                  | -                  | -                  | -          | -          | -          | 11     | 0      |
| Totale                  | Totale                  | Totale                  | 240        | 25         |                 | 16+             | 5+              |                    | 8+18               | 1+0                |            | 4          | 0          | 286+   | 31+    |

### Cronologia presenze e reti in Nazionale
| Cronologia completa delle presenze e delle reti in nazionale ― Islanda | Cronologia completa delle presenze e delle reti in nazionale ― Islanda | Cronologia completa delle presenze e delle reti in nazionale ― Islanda | Cronologia completa delle presenze e delle reti in nazionale ― Islanda | Cronologia completa delle presenze e delle reti in nazionale ― Islanda | Cronologia completa delle presenze e delle reti in nazionale ― Islanda | Cronologia completa delle presenze e delle reti in nazionale ― Islanda | Cronologia completa delle presenze e delle reti in nazionale ― Islanda |
| Data                                                                   | Città                                                                  | In casa                                                                | Risultato                                                              | Ospiti                                                                 | Competizione                                                           | Reti                                                                   | Note                                                                   |
| ---------------------------------------------------------------------- | ---------------------------------------------------------------------- | ---------------------------------------------------------------------- | ---------------------------------------------------------------------- | ---------------------------------------------------------------------- | ---------------------------------------------------------------------- | ---------------------------------------------------------------------- | ---------------------------------------------------------------------- |
| 16-1-2016                                                              | Abu Dhabi                                                              | Emirati Arabi Uniti                                                    | 2 – 1                                                                  | Islanda                                                                | Amichevole                                                             | -                                                                      |                                                                        |
| Totale                                                                 |                                                                        | Presenze                                                               | 1                                                                      |                                                                        | Reti                                                                   | 0                                                                      |                                                                        |

## Palmarès

### Club
- Supercoppa d'Islanda: 2

FH Hafnarfjörður: 2011, 2013
- Campionato islandese: 3

FH Hafnarfjörður: 2012, 2015, 2016